# Bloomsburygruppen
Bloomsburygruppen (en. The Bloomsbury Group, Bloomsbury Set) var en gruppe britiske intellektuelle som fra ca. 1905 frem til anden verdenskrig dannede en uformel kreds med betydelig indflydelse på kulturlivet. Gruppen havde sin base i Londonbydelen Bloomsbury, især omkring Gordon Square. Flere af medlemmerne havde en fortid ved Trinity College i Cambridge. De forholdt sig kritisk til victorianistiske vurderinger, og flere af dem var drivende inden for den britiske modernisme.  Gruppens bedst kendte medlemmer er Virginia Woolf, John Maynard Keynes, E. M. Forster og Lytton Strachey.
Til Bloomsburygruppen hørte desuden bl.a. Clive Bell, Vanessa Bell, Duncan Grant, Dora Carrington og Roger Fry. Blandt gruppens øvrige medlemmer er også Virginias og Vanessas brødre psykoanalytikerne Adrian Stephen og Thoby Stephen, journalisten Desmond MacCarthy, med hustruen Molly MacCarthy og musikeren Saxon Sydney-Turner. 
Af andre personer som har været sat i forbindelse med gruppen, kan nævnes: 
Sir Harold Nicolson, Vita Sackville-West, Gerald Brenan, T.S. Eliot, Ottoline Morell, Marion Richardson, David Garnett, Sydney Waterlow, Gerald Shove, James Strachey, H. T. J. Norton, Marjorie Strachey, Francis Bell,  Frederick og Jesse Etchells, Helen Anrep, Angelica Garnett, Mary Hutchinson og Wyndham Lewis. 